# Tunel
Tunel är ett musikalbum från 1996 av Viki Miljković.

## Låtlista
1. Tunel
2. Dobro i zlo
3. Stiže proleće
4. Oči sokolove
5. Da Pogled ubija
6. Osveta
7. Kad bi bio san
8. Da li si zadnji čovek